# Albin Granlund
Eddie Albin Alexander Granlund (* 1. September 1989 in Parainen) ist ein finnischer Fußballnationalspieler auf der Position des rechten Außenverteidigers. Er steht derzeit beim finnischen Erstligisten Inter Turku unter Vertrag.

## Karriere

### Verein
Granlund begann das Fußballspielen in seiner Heimatstadt bei Pargas IF. Nachdem er dort erste Erfahrungen im Profifußball gesammelt hatte, wechselte er 2008 zu Åbo IFK. 2010 schloss er sich Rovaniemi PS an und etablierte sich dort als Stammspieler. Zwar pendelte der Verein in Granlunds Zeit zwischen erster und zweiter Liga, doch änderte dies nichts an seinen regelmäßigen Einsätzen. 2010 wechselte der Außenverteidiger zu Rovaniemi PS und wurde dort auf Anhieb zum Stammspieler. Auch bei seiner nächsten Station, dem IFK Mariehamn, etablierte er sich schnell in der Startelf. Eine Knie- und ein Oberschenkelverletzung verhinderten häufigere Einsätze, wenngleich er sich zu einem wichtigen Mannschaftsbestandteil wurde. Bald galt er als einer der besten Außenverteidiger der finnischen ersten Liga. 2015 wurde er mit Mariehamn finnischer Pokalsieger und 2016 finnischer Meister. 2018 wechselte er in die stärkere schwedische erste Liga zum Örebro SK. Dort wurde er aber eher selten auf seiner angestammten Position des rechten Verteidigers, sondern vielmehr auf der linken Außenbahn und in der Innenverteidigung eingesetzt. Nach drei Spielzeiten in Schweden wechselte er im Januar 2021 über die Ostsee nach Polen und spielt nun für Stal Mielec in der Ekstraklasa. Im Sommer 2022 kehrte er nach Finnland zurück und schloss sich wieder IFK Mariehamn an. Im Januar 2024 zog er zu Inter Turku weiter; dort verlor er als Kapitän mit seiner Mannschaft 2024 das Pokalfinale gegen Kuopion PS.

### Nationalmannschaft
Am 31. August 2016 stand Granlund bei der 0:2-Niederlage gegen Deutschland erstmals im Kader der finnischen Fußballnationalmannschaft, wurde jedoch nicht eingesetzt. Sein Debüt feierte er, als er beim 1:0-Sieg gegen Marokko von Trainer Markku Kanerva in der 78. Spielminute für Juha Pirinen eingewechselt wurde. Mit Finnland nahm er auch an der UEFA Nations League 2018/19 teil, bei der finnischen Mannschaft der Aufstieg von Gruppe C in Gruppe B gelang. Noch besser lief es dann in der Qualifikation für die EM 2021, in der er viermal eingesetzt wurde. Hinter Italien belegten die Finnen den zweiten Platz und konnten sich damit erstmals für ein großes Turnier qualifizieren. In der UEFA Nations League 2020/21 wurde er nur in einem von sechs Spielen eingesetzt und konnte somit wenig dazu beitragen die Liga zu halten. Im Mai 2021 wurde er für den vorläufigen EM-Kader nominiert.  Letztlich wurde er für die EM-Endrunde aber nicht berücksichtigt. Seit Juni 2022 wurde er nicht mehr für die Nationalmannschaft berücksichtigt.